# Ишан

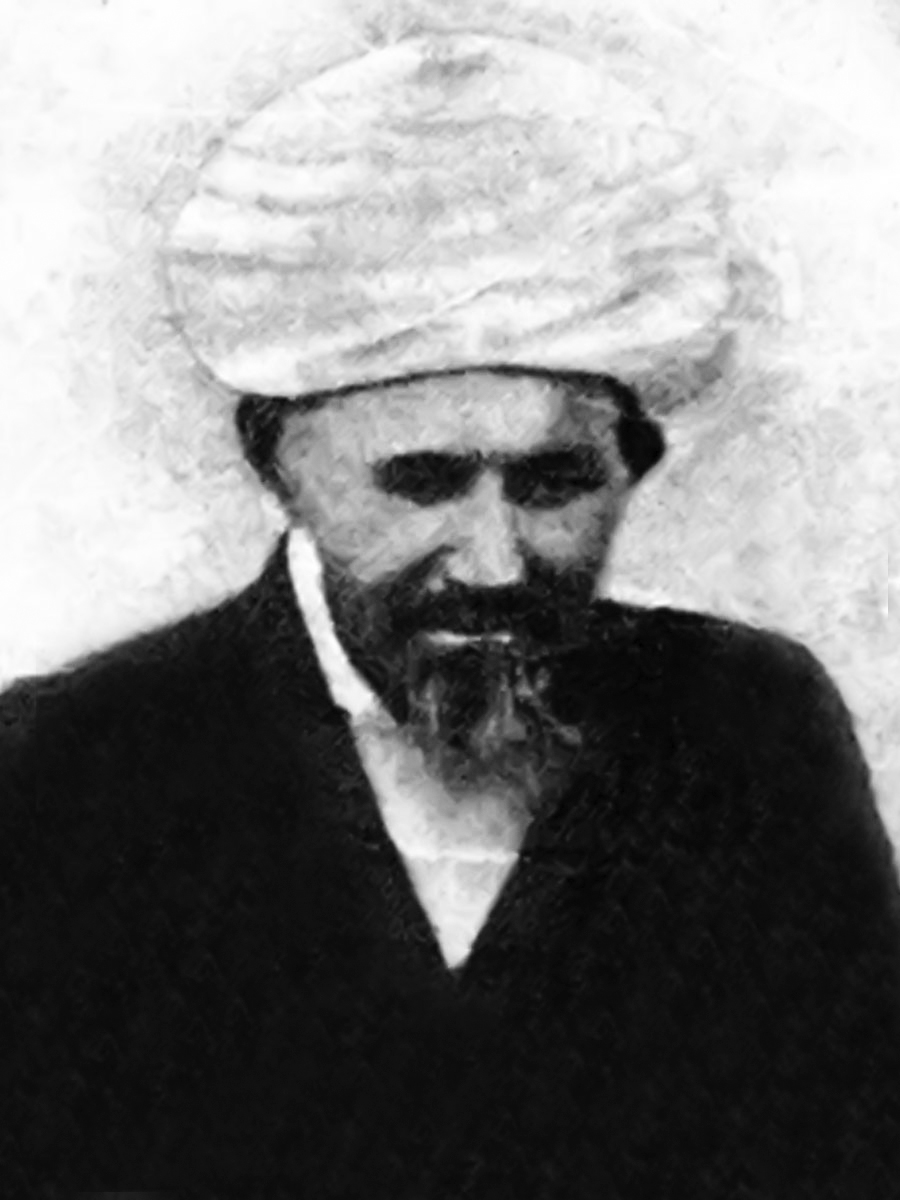
Зайнулла Расулев (1833—1917) — известный башкирский ишан.

Ишан (перс. ایشان‎ [Ishān], чагат. — išаn) — титул или прозвище, которым называют руководителей суфийских тарикатов (братств) и глав общин исмаилитов. Кроме того, в Средней Азии ишанами также называют представителей рода, ведущего своё происхождение от пророка Мухаммеда.

## Этимология
Этимология слова «ишан» имеет несколько предположений. Согласно одной из версий это слово заимствовано из чагатского «išаn», что означает «святой» или «набожный человек». По другой версии это слово персидского происхождения и переводится как «они»; в средние века слово «они» употреблялось при обращении к вожакам и старейшинам суфийских тарикатов. Местоимение множественного числа «они» является уважительной формой со стороны простого народа по отношению к лицам из привилегированных классов — как светским, так и духовным. Упоминание собственных имён руководителей тарикатов является своего рода табу, так как по народным поверьям это грозит всевозможными несчастьями. Первые упоминание этого слова зафиксировано в биографиях знаменитого Ходжа Ахрара (1404—1490) и Бахауддина Накшбанда (ум. в 1389 году). Термин ишан встречаются лишь в Средней Азии, в регионах компактного проживания выходцев из этого региона, а также в тех районах, где осуществлялась активная миссионерская деятельность среднеазиатского духовенства (Татарстан, Башкортостан).

## Суфизм
Слово ишан употребляется в значении шейх, муршид, устаз, пир. Они являются духовными лидерами суфийских тарикатов и обладают правом наставничества мюридов.
В суфийских тарикатах Средней Азии существовала сложная иерархия руководителей, которая определялась, с одной стороны, структурой управления суфийскими общинами, а с другой — знатностью происхождения. Титул ишанов могли носить разные категории суфийских руководителей:
1. глава всего тариката, прямой преемник или старший наследник основателя ордена (пир, пир-зода)
2. глава части тариката в том или ином регионе, представитель главы всего братства или его младший наследник
3. глава отдельной общины, представитель главы части тариката (хальпа, хальфа от араб. халифа)[5]

## Род

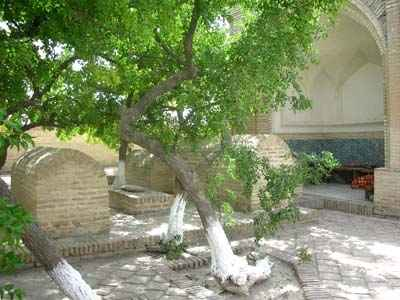
Мазар ишана Имло (Бухара)

Руководителем тариката фактически мог стать любой мусульманин достигший определённой степени духовного совершенства и получивший от своего учителя право наставничества мюридов, однако в Средней Азии получила распространение практика, при которой наивысшей степенью «святости» могут обладать только потомки пророка Мухаммеда (сеиды) и потомки праведных халифов (ходжи). Ещё одной особенностью ишанов было то, что своё звание они могли получить по наследству (ишан-заде, эшон-зода).
Примерно с XIV века, после монгольского нашествия на Среднюю Азию в системе суфизма установилась наследственная передача руководства тарикатом. Уже в XV—XVI вв. суфизм постепенно превратился в социально-политическую организацию, а ишаны стали играть активную роль в общественной жизни Средней Азии.
Династии ишанов также имели свою иерархию. Ведущую роль в масштабах всей Средней Азии играли потомки накшбандийских и ясавийских шейхов. Другие династии пользовались авторитетом в масштабах района, либо города.
В настоящее время род ишанов довольно многочислен и растворен в народной массе. Ишаны пользуются уважением в обществе, без них редко обходятся праздники и религиозные мероприятия. В некоторых районах Узбекистана существует традиция, согласно которой ишаны могут жениться только на представительницах этого же рода, из-за чего некоторые девушки из рода ишанов так и остаются незамужними. Эти и другие особенности ишанов позволяют считать их своеобразной привилегированной кастой.

### Ишанизм
Ишанизм — явление, в котором мистическая философия отходит на второй план, а на первый план выходят ритуальные и социальные аспекты взаимоотношений между суфийским наставником (муршид) и его последователями (мюрид). При такой ситуации деятельность ишанов сводится к лечению больных (экзорцизм), изготовлению и выдаче оберегов (тумор), организации регулярных коллективных радений (джахр). Крупные же ишаны из-за ослабления связи с «материнскими» тарикатами оказывались, по сути дела, основоположником самостоятельной суфийской общины. Издавна основная масса ишанов Средней Азии проживала в сельской местности, поэтому ишанизм как таковой условно называют «суфизмом среднеазиатского села».
| Область, уезд, город      | Дата переписи    | Кол-во |
| ------------------------- | ---------------- | ------ |
| Сырдарьинская область     | конец XIX в.     | 175    |
| Ферганская область        | конец XIX в.     | 45     |
| Самаркандская область     | конец XIX в.     | 171    |
| г. Ташкент                | рубеж XIX—XX вв. | 54     |
| Закаспийская область      | 1899 г.          | 105    |
| в том числе Мервский уезд | рубеж XIX—XX вв. | 52     |
| Маргеланский уезд         | рубеж XIX—XX вв. | 26     |
| в том числе Маргилан      | рубеж XIX—XX вв. | 18     |
| Ходжентский уезд          | рубеж XIX—XX вв. | 47     |
| в том числе Худжанд       | рубеж XIX—XX вв. | 9      |
| в том числе Истаравшан    | рубеж XIX—XX вв. | 13     |

## Численность
В конце XIX века генерал-губернатор С. М. Духовской предпринял попытку составить список всех ишанов Туркестанского края. В официальную статистику не попадало значительное число ишанов, которые в народе считались таковыми, в силу своего происхождения.

## Роль ишанов в общественно-политической жизни

### Дореволюционный период
В дореволюционном прошлом ишаны играли важную роль не только в религиозной, но и в общественно-политической жизни, выступая в качестве дипломатических представителей, идейных вдохновителей, а иногда и руководителей вооружённых формирований тех или иных этнических групп. На рубеже XIX—XX вв. такая активность вызывало отрицательное отношение властей Российской империи к ишанам и суфийским тарикатам вообще. Некоторые ишаны не скрывали своих антирусских настроений, из-за чего в них, иногда видели агентов зарубежных стран.
Например, Курбанмурад ишан спровоцировал в борьбе за власть в 70-х годах XIX века кровавое столкновение туркменских родов тильки и ганджик. Через некоторое время он выступил под флагом борьбы с неверными в качестве главного идеолога текинско-российской битвы под Гёкдепе в 1880—1881 гг..
Произошедшее в 1898 году восстание в Андижане, руководителем которого был Мухаммад-Али-хальфа (Дукчи-ишан) не только усилило подозрения со стороны властей, но и привлекло внимание более широких кругов исследователей к изучению ишанизма.

### Советский период
В советское время ишаны рассматривались как наиболее антисоветская часть мусульманского духовенства. Именно поэтому в 1961 г. находившееся под контролем государства Духовное управление мусульман Средней Азии и Казахстана специальным решением осудило ишанизм и дало указание официальным имамам бороться с ишанами. Большинство ишанов, как и вообще исламское духовенства, бежали за границу или подвергались репрессиям.

### Постсоветский период
В постсоветский период, когда власти стали благосклоннее относиться к религии, немногочисленные ишаны снова получили официальный статус. Многие жители Средней Азии, особенно в сельской местности, до сих пор почитают потомков ишанов, которые в последнее время активной деятельности почти не ведут.

## Отношения с ортодоксальным исламом
Суфизм в Средней Азии пользовался у населения значительной большей популярностью, чем ортодоксальный ислам, так как вобрал в себя немало элементов многовековых народных верований и представлений.
Известный венгерский ориенталист и путешественник XIX века Арминий Вамбери, отмечая прочную традицию почитания предков у туркмен, писал следующее:

«Ортодоксальное мусульманское духовенство — улемы кичатся званием объяснителей писания, но в соперничестве с ишанами, облечёнными в мистическую тайну, они всегда проигрывают. Суеверного жителя Средней Азии труднее привлечь книгой, без которой он всегда обходится, чем волшебным заклинанием и внешней обрядностью. Без учёного и мало учёного муллы в средней Азии обходятся легко, но фатиха (благословение) или дыхание даже совершенно безграмотного ишана составляют для него талисман и в кибитке, и в пустыне, и разбойном набеге, и на пастбищах».

## Известные ишаны
в России
- Закир ишан Камалов (1804—1893) — шейх Накшбандийского тариката[10].
- Нигматулла ибн Биктимер ибн Тукай ас-Слаучи (1772—1844) — основатель рода Тукаевых — династии ишанов, имамов и мударрисов из села Стерлибашево (Стерлибаш)[11].
- Расулев, Зайнулла (1833—1917) — татарский религиозный деятель, шейх Накшбандийского тариката.
- Нажметдин ишан Казаков-Абдуллин (1824—1892) башкирский религиозный деятель, шейх Дюртюлинского тариката из села Старокангышево.
- Халил Халилов (1864—1931) — последний шейх Накшбандийского тариката в Тобольской губернии.[12]
- Гали ишан ат-Тунтари (1794—1874) — суфийский шейх.[13]
- Гатаулла Абдельмаликов (1836—1914) — башкирский ишан.

в Средней Азии
- Хазрати Саййид Мулла Мухаммад Ахунд Ишан (Эшон) Имло (умер 1748—1749 г.) — последний Бухарский святой Авлия. Потомок Саййида Али Акбара — второго сына одиннадцатый имама Хасана Аль Аскари потомка пророка Мухаммеда.
- Исабек-ишан — исламский религиозный деятель XIX века из сословия «кожа», ишан.
- Эшон Бабахан ибн Абдулмажидхан (1859—1957) — муфтий, основатель рода Бурханий, известный религиозный деятель, авторитетный факих Средней Азии.[14].
- Ахмет-ишан Оразайулы (1861—1926) — ишан, народный целитель.
- Ирназар-оглы — ишан из города Ош, Отец Ходжаназара.

## Ишан в пословицах и поговорках
Согласно В. И. Далю у русских существует пословица об ишане: «То ишак, а то ишан».